# 長腿叔叔 (動畫)
《長腿叔叔》為日本動畫公司製作的《世界名作劇場》系列第16部動畫作品，自1990年1月14日播至同年1990年12月23日，全40集。原作為美國作家珍·韋伯斯特的作品《長腿叔叔》。1991年在台灣台視和香港無綫電視翡翠台首播。平成2年度（1990年）文化廳優秀兒童電影獎。

## 故事
- 生活在美國喬治亞州約翰‧格利爾孤兒院的13歲少女茱蒂‧亞伯特，很討厭每星期一各接待一次的有錢的評審委員們。茱蒂在從李貝特院長那兒得知，評審委員們將要從孤兒中揀選一人進入高中的選拔會，並從孤兒院畢業。可是原本打算小心翼翼的茱蒂，卻不小心闖下大禍，接待的時候失敗了，使評審委員們非常的生氣，因此之後她垂頭喪氣。
- 不過有一位選考會的評審委員遲到了，他看了茱蒂所寫的悔過書後，決定全額補助讓茱蒂進入林肯紀念女子學院。在茱蒂從李貝特院長那兒得知自己被某位大人物選中了，她非常高興。院長告訴茱蒂，他用的假名為「約翰‧史密斯」；並要求茱蒂每個月要寫一封答謝信，報告自己的近況給他知道。在偶然的一個機會下，茱蒂看到「約翰‧史密斯」的背影有著長長的腿之印象，就開始稱呼史密斯先生為「長腿叔叔」。之後，茱蒂開始以書信向他報告學園生活與在學校讀書的內容。在這之後的茱蒂開始了她所憧憬的高中生活。

## 主題歌、插入歌
- 片頭曲『成長』（グローイング・アップ【Growing Up】,第1話~第40話）
  - 作詞：來生悅子、主唱：堀江美都子、作曲：來生孝夫、編曲：信田一男
- 片尾曲『你的風』（キミの風,第1話~第40話）
  - 作詞：來生悅子、主唱：堀江美都子、SHINES、作曲：來生孝夫、編曲：信田一男
- 插入歌1『彩虹的碎片』
  - 作詞：川田多磨喜、主唱：堀江美都子、作曲：小坂明子、編曲：信田一男
- 插入歌2『寂寞時不認輸』
  - 作詞：川田多磨喜、主唱：堀江美都子、作曲：小坂明子、編曲：信田一男
- 插入歌3『竭盡全力的眼眸』
  - 作詞：白峰美津子、主唱：堀江美都子、作曲：上田知華、編曲：信田一男
- 插入歌4『Good Morning』
  - 作詞：白峰美津子、主唱：堀江美都子、作曲：小坂明子、編曲：信田一男
- 插入歌5『淑女的蛋』
  - 作詞：白峰美津子、主唱：堀江美都子、作曲：上田知華、編曲：信田一男
- 插入歌6『愚笨的日記』
  - 作詞：川田多磨喜、主唱：堀江美都子、作曲：池毅、編曲：信田一男
- 插入歌7『夢想的草原』
  - 作詞：淺田有理、主唱：堀江美都子、作曲：若草惠、編曲：若草惠
- 插入歌8『天馬般的記憶』
  - 作詞：淺田有理、主唱：堀江美都子、作曲：若草惠、編曲：若草惠
- 插入歌9『MOONLIGHT』
  - 作詞：淺田有理、主唱：堀江美都子、作曲：若草惠、編曲：若草惠
- 插入歌10『愛的禮物』
  - 作詞：淺田有理、主唱：堀江美都子、作曲：若草惠、編曲：若草惠

香港的電視台當時播放的主題曲：無綫電視翡翠台
- 片頭曲『夢中天使』
  - 作詞：簡寧、主唱：唐韋琪、作曲：周苑雯、編曲：趙增熹

台灣的電視台當時播放的主題曲：台視
- 片頭曲『長腿叔叔』
  - 作詞：不詳、主唱：不詳、作曲：不詳

之後的公視和MY-KIDS TV是沒有片頭曲的。

## 標題播映表
| 話數 | 日文標題                     | 中文標題(TTV) | 中文標題(DVD)              | 播映日         | 腳本     | 分鏡                | 演出                | 作畫監督 |
| ---- | ---------------------------- | ------------- | -------------------------- | -------------- | -------- | ------------------- | ------------------- | -------- |
| 1    |                              | 喜從天降      | 改變命運的星期一           | 1990年 1月14日 | 藤本信行 | 橫田和善            | 橫田和善            | 古田昭司 |
| 2    |                              | 珍重再見      | 孤單的出發                 | 1月21日        | 藤本信行 | 鈴木孝義            | 鈴木孝義            | 菊池晃   |
| 3    |                              | 有驚無險      | 嚮往林肯紀念女子學院       | 1月28日        | 藤本信行 | 橫田和善            | 橫田和善            | 大城勝   |
| 4    |                              | 開學典禮      | 天翻地覆的開學典禮         | 2月4日         | 藤本信行 | 鈴木孝義            | 鈴木孝義            | 古田昭司 |
| 5    | お部屋の素敵な飾り方         |               | 佈置房間最好的方法         | 2月11日        | 藤本信行 | 和田市郎            | 橫田和善 松見真一   | 菊池晃   |
| 6    | 嘘つきは嫌いですか？         |               | 你討厭說謊的人嗎？         | 2月25日        | 藤本信行 | 關戶始              | 橫田和善            | 大城勝   |
| 7    | 金貨の上手な使いみち         |               | 金錢最好用的方法           | 13月4日        | 藤本信行 | 鈴木孝義            | 鈴木孝義            | 入江篤   |
| 8    | 屑籠に捨てられた手紙         |               | 被丟到垃圾桶中的信         | 3月11日        | 藤本信行 | 橫田和善            | 橫田和善            | 古田昭司 |
| 9    | ジュリアの叔父様は変り者？   |               | 茱莉亞的叔叔是奇怪的人？   | 3月18日        | 藤本信行 | 和田幾雄            | 橫田和善 松見真一   | 菊池晃   |
| 10   | 裏切ってごめんなさい         |               | 對不起！我背叛了您         | 3月25日        | 藤本信行 | 鈴木孝義            | 鈴木孝義            | 大城勝   |
| 11   | おもいがけない人の名         |               | 意想不到的人名             | 4月15日        | 藤本信行 | 關戶始              | 橫田和善 齊藤次郎   | 入江篤   |
| 12   | 奇妙な偶然                   |               | 其妙的偶然                 | 4月22日        | 藤本信行 | 和田幾雄            | 橫田和善 松見真一   | 古田昭司 |
| 13   | サリーの勇気ある挑戦         |               | 莎莉有勇氣的挑戰           | 5月6日         | 藤本信行 | 鈴木孝義            | 鈴木孝義            | 菊池晃   |
| 14   | 初めての小説が盗作？         |               | 第一次發表的小說是抄襲的？ | 5月20日        | 藤本信行 | 橫田和善            | 橫田和善            | 大城勝   |
| 15   | ホットドッグと壁の花         |               | 熱狗與壁花                 | 5月27日        | 藤本信行 | 關戶始              | 橫田和善 齊藤次郎   | 入江篤   |
| 16   | クォーターバックからの贈り物 |               | 來自四分衛的禮物           | 6月3日         | 藤本信行 | 鈴木孝義            | 鈴木孝義            | 古田昭司 |
| 17   | 打ちあけられない心           |               | 無法表明的心               | 6月10日        | 藤本信行 | 松見真一            | 橫田和善 松見真一   | 菊池晃   |
| 18   | 感謝祭への招待状             |               | 感恩節的邀請函             | 6月17日        | 藤本信行 | 橫田和善            | 橫田和善            | 大城勝   |
| 19   | 友よ、ともに歌わん           |               | 朋友！一起高歌吧！         | 6月24日        | 藤本信行 | 關戶始              | 橫田和善 齊藤次郎   | 入江篤   |
| 20   | 年上の同級生                 |               | 大一歲的同學               | 7月1日         | 藤本信行 | 鈴木孝義            | 鈴木孝義            | 古田昭司 |
| 21   | 美しさとかなしみと           |               | 美麗與悲傷                 | 7月8日         | 藤本信行 | 關戶始              | 橫田和善 加賀剛     | 菊池晃   |
| 22   | 窓に降る雪                   |               | 窗邊降下的雪               | 7月29日        | 藤本信行 | 橫田和善            | 橫田和善            | 大城勝   |
| 23   | それぞれのクリスマス         |               | 各自的聖誕節               | 8月5日         | 大塚汎   | 鈴木孝義            | 鈴木孝義            | 入江篤   |
| 24   | お気に召すまま               |               | 皆大歡喜                   | 8月12日        | 大塚汎   | 齊藤次郎            | 橫田和善 齊藤次郎   | 古田昭司 |
| 25   | ふるさと・ニューヨーク       |               | 故鄉‧紐約                  | 8月19日        | 大塚汎   | 楠葉宏三            | 橫田和善 佐土原武之 | 菊池晃   |
| 26   | 明日に架ける橋               |               | 架起明天的橋樑             | 8月26日        | 藤本信行 | 加賀剛              | 橫田和善 加賀剛     | 大城勝   |
| 27   | 家庭教師は楽じゃない         |               | 家庭教師不輕鬆             | 9月2日         | 藤本信行 | 橫田和善            | 橫田和善            | 入江篤   |
| 28   | 無慈悲な命令                 |               | 無情的命令                 | 9月9日         | 藤本信行 | 鈴木孝義            | 鈴木孝義            | 古田昭司 |
| 29   | 思い出がいっぱい             |               | 滿滿的回憶                 | 9月16日        | 藤本信行 | 齊藤次郎            | 橫田和善 齊藤次郎   | 菊池晃   |
| 30   | 夏の日の恋                   |               | 夏日的戀愛                 | 9月23日        | 藤本信行 | 楠葉宏三            | 橫田和善 中西伸彰   | 大城勝   |
| 31   | 花ざかりの娘たち             |               | 花樣年華的女孩們           | 9月30日        | 藤本信行 | 橫田和善 佐土原武之 | 橫田和善            | 入江篤   |
| 32   | 黄昏の駅にて                 |               | 黃昏的車站                 | 110月21日      | 藤本信行 | 鈴木孝義            | 鈴木孝義            | 古田昭司 |
| 33   | すれちがう想い               |               | 交錯的思念                 | 11月4日        | 藤本信行 | 楠葉宏三            | 橫田和善 齊藤次郎   | 菊池晃   |
| 34   | この胸のときめきを           |               | 心中小鹿亂撞               | 11月11日       | 藤本信行 | 橫田和善            | 橫田和善            | 大城勝   |
| 35   | 孤独な青春                   |               | 孤獨的青春                 | 11月18日       | 藤本信行 | 加賀剛              | 橫田和善 加賀剛     | 入江篤   |
| 36   | 今を生きるために             |               | 為現在而活                 | 11月25日       | 藤本信行 | 鈴木孝義            | 鈴木孝義            | 古田昭司 |
| 37   | 聖夜のさようなら             |               | 聖誕夜的再見               | 12月2日        | 藤本信行 | 橫田和善            | 橫田和善            | 菊池晃   |
| 38   | 悲しいプロポーズ             |               | 悲傷的求婚                 | 12月9日        | 藤本信行 | 齊藤次郎            | 橫田和善 齊藤次郎   | 大城勝   |
| 39   | 過去からの卒業               |               | 來自過去的畢業             | 12月16日       | 藤本信行 | 鈴木孝義            | 鈴木孝義            | 古田昭司 |
| 40   | はじめましておじさま         |               | 初次見面，長腿叔叔         | 12月23日       | 藤本信行 | 橫田和善            | 橫田和善            | 菊池晃   |

## 外部連結
- （中文）台灣公共電視《長腿叔叔》官方網站 （页面存档备份，存于）
- 互联网电影数据库（IMDb）上《長腿叔叔》的资料（英文）